# Siphlophis leucocephalus
Espèce
Synonymes
- Leptodira leucocephala Günther, 1863
- Lycognathus rhombeatus Boulenger, 1896

Statut de conservation UICN

 LC  : Préoccupation mineure
Siphlophis leucocephalus  est une espèce de serpents de la famille des Dipsadidae.

## Répartition
Cette espèce est endémique de l'Est du Brésil. Elle se rencontre dans les États de Bahia, de Goiás et du Minas Gerais.

## Description
Dans sa description Günther indique que le spécimen en sa possession mesure 80 cm dont 23 cm pour la queue. Son dos est blanc avec 23 grandes taches noires. Sa tête est blanche avec de petites taches noires.

## Étymologie
Son nom d'espèce, du grec λευκός, leukόs, « blanc », et κεφαλή, képhalế, « tête », lui a été donné en référence à sa livrée.

## Publication originale
- Günther, 1863 : On new species of snakes in the collection of the British Museum. Annals and Magazine of Natural History, sér. 3, vol. 11, p. 20-25 (texte intégral).